# Crash TwinSanity
Vous lisez un « bon article » labellisé en 2024.
Crash TwinSanity (Crash Bandicoot 5: Crash & Cortex no Yabō au Japon) est un jeu vidéo de plates-formes développé par Traveller's Tales et édité par Vivendi Universal Games le 28 septembre 2004 en Amérique du Nord, le 8 octobre et le 9 décembre de la même année, en Europe et au Japon, sur PlayStation 2 et Xbox. Il s'agit du cinquième opus de la série Crash Bandicoot, qui fait suite à Crash Bandicoot : La Vengeance de Cortex, sorti en octobre 2001.
Le scénario met en scène Crash Bandicoot et le Docteur Neo Cortex, qui doivent s'associer pour contrecarrer les plans des Jumeaux Maléfiques, Victor et Moritz, deux perroquets venus de la Dixième Dimension, désireux de détruire l'île de N. Sanity. Le système de jeu innove par rapport aux titres précédents de la série en permettant d'incarner deux nouveaux personnages jouables, Cortex et sa nièce Nina, et de contrôler Crash et Cortex ensemble.
Le développement de Crash TwinSanity, assuré par trente personnes, commence dès la sortie de Crash Bandicoot : La Vengeance de Cortex, sous le nom de Crash Bandicoot Evolution. Ce jeu, à l'ambiance plus sombre et plus sérieuse que le reste de la série, incorpore des éléments de science-fiction et de RPG, mais la sortie de Ratchet and Clank en novembre 2002, proposant un univers semblable, pousse Traveller's Tales à réorienter le développement de son projet.
Crash TwinSanity reçoit un accueil critique mitigé. La presse spécialisée apprécie les nouveautés du gameplay, l'humour et la performance vocale de Lex Lang, qui assure pour cet opus la voix du Docteur Neo Cortex, mais la bande-son, le contrôle de la caméra et des personnages lors des sections de plates-formes constituent des points négatifs. Deux versions mobiles du jeu sont également publiées.

## Trame

### Univers
Crash TwinSanity prend pour lieu de départ l'île de N. Sanity, une île tropicale où vivent Crash Bandicoot et sa sœur Coco. Cet environnement est habité par une tribu indigène et comporte une caverne. L'île est située dans l'hémisphère sud et permet d'accéder, par bateau, au Labo Iceberg, le laboratoire du Docteur Neo Cortex situé en Antarctique et dans lequel des chauves-souris et des pingouins équipés de roquettes ont élu domicile. Au large de cette île-laboratoire se trouve le cuirassé du Docteur N. Gin. L'Académie Maléfique, institution qui forme les jeunes futurs savants, constitue le troisième univers du jeu. Elle possède des salles de classes où étudient des crapauds et reliées par des couloirs remplis de slime, un réseau d'égouts infesté d'insectes et une cour gardée par des loups. Le dernier monde du jeu constitue l'île de TwinSanity, située dans la Dixième Dimension. Cette île jumelle à celle de N. Sanity, possède un sable rouge et un océan violet, et abrite la forteresse des Jumeaux Maléfiques, gardée par des fourmis androïdes.

### Personnages

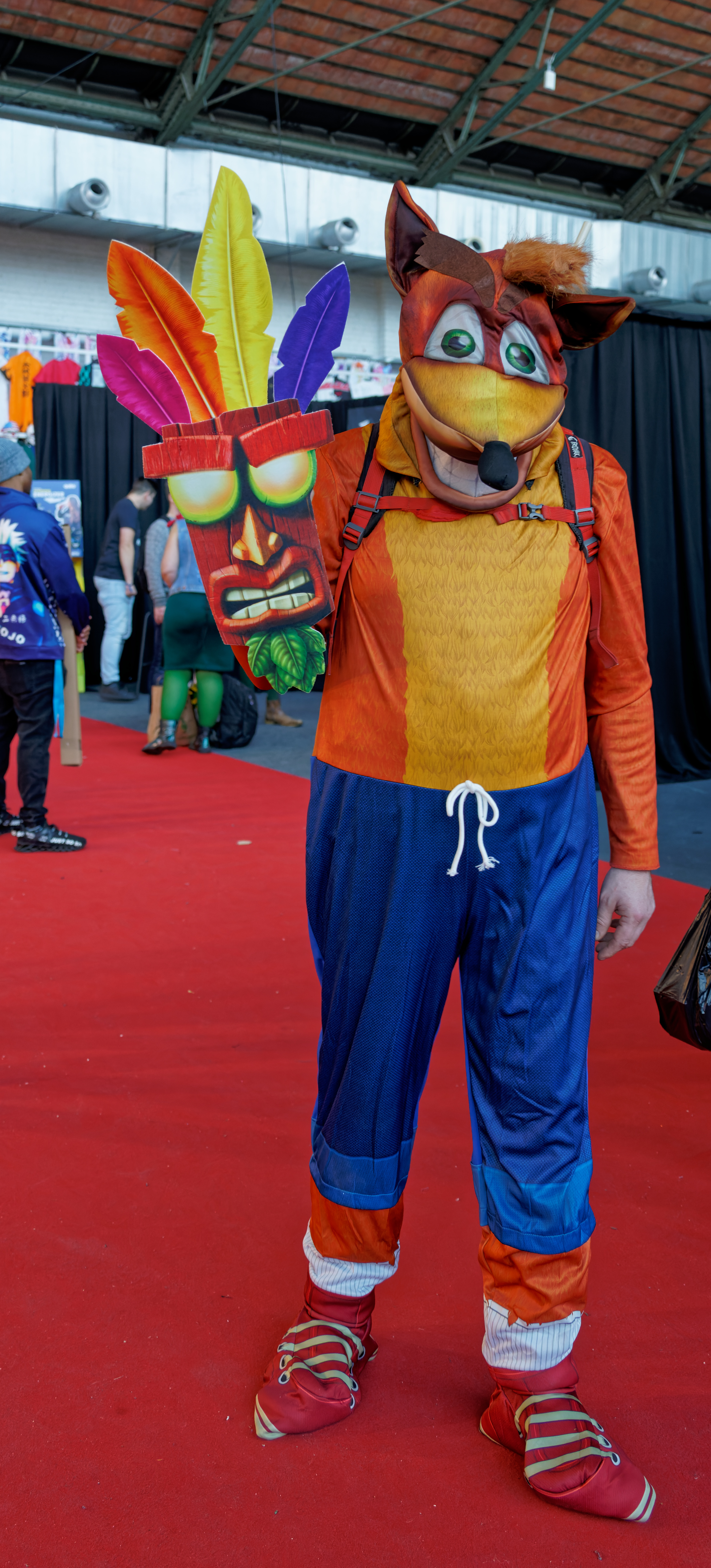
Cosplay de Crash Bandicoot, le personnage principal du jeu, accompagné d'Aku Aku.

Le héros principal est Crash Bandicoot, un marsupial orange qui a été l'objet d'une expérience ratée du Docteur Neo Cortex dans le premier épisode de la série éponyme de jeux vidéo. Dans cet opus, il s'associe à Cortex, un scientifique maléfique qui est historiquement son ennemi juré tout au long de la saga, afin de sauver l'île N. Sanity, menacée de destruction par les Jumeaux Maléfiques. Le duo est rejoint par Nina, la nièce adorée de Cortex, qui lui a apporté des modifications bioniques et l'a inscrite à l'Académie Maléfique lorsque celle-ci a montré des signes de bonté. Les trois héros sont protégés par deux masques sorciers, Aku Aku et Uka Uka. Au cours de l'aventure, Crash et Cortex prêtent également main-forte à Ernest Emu, un fermier qui fait pousser des fruits Wumpa, la nourriture préférée de Crash.
Les antagonistes principaux du jeu sont les Jumeaux Maléfiques, Victor et Moritz, deux perroquets ayant appartenu à Cortex qui les a envoyés dans la Dixième Dimension lorsqu'il faisait ses premières expériences sur les animaux, alors qu'il n'avait que huit ans. Les Jumeaux Maléfiques ont pour projet de se venger de Cortex, détruire l'île N. Sanity et réduire Crash et ses amis en esclavage. Ils sont aidés par une armée de fourmis robotiques, capables de forer le sol, utiliser des lance-flammes et se battre avec des sabres laser.
Cet opus comporte de nombreux antagonistes secondaires. Durant leur périple, Crash et Cortex croisent la route de Papu Papu, le chef de la tribu indigène de l'île N. Sanity, et de Tikimon, une statue d'un dieu totem que les Jumeaux Maléfiques ont rendu vivant grâce à leur faculté de télékinésie. Avant de rejoindre les héros, Uka Uka tente de les attaquer en se créant un corps de glace géant. Plus loin, ils doivent faire face au Docteur N. Gin, un scientifique spécialisé dans l'usage d'explosifs, Rusty Walrus, le chef cuisinier du cuirassé de N. Gin qui souhaite utiliser Crash comme ingrédient pour sa soupe, ou encore les docteurs N. Brio et N. Tropy, et Dingodile, désireux de récupérer le trésor que détiendraient les Jumeaux Maléfiques. Crash et Cortex doivent également lutter contre Madame Amberley, la directrice de l'Académie Maléfique, dont la forte corpulence l'oblige à se déplacer à l'aide de câbles suspendus au plafond. Enfin, sur l'île de TwinSanity, dans la Dixième Dimension, les héros croisent la route de Crash Maléfique, qui capture temporairement Nina.

### Scénario
Trois ans après sa précédente défaite contre Crash Bandicoot, le Docteur Neo Cortex retourne sur l'île de N. Sanity pour se venger de Crash. Cortex neutralise Coco, la sœur de Crash, et se fait passer pour elle pour attirer Crash dans un piège puis l'affronter avec un robot géant, le Mecha-Bandicoot. Après la victoire de Crash, Cortex et ce dernier tombent dans un trou et se retrouvent dans une grotte. Fou de rage à la suite de sa défaite, Cortex attaque Crash et les deux ennemis se battent tout en traversant la grotte. De retour à la surface, Crash et Cortex rencontrent Victor et Moritz, deux perroquets interdimensionnels surnommés les Jumeaux Maléfiques, qui envisagent de détruire l'île N. Sanity et de voler le cerveau de Cortex. Ce dernier demande alors à Crash de s'associer avec lui pour défendre l'île, mais il est spontanément attaqué par des abeilles puis capturé par Papu Papu et sa tribu lorsqu'il pénètre sur son territoire. Crash sauve Cortex de la captivité et le duo échappe aux membres de la tribu indigène qui le pourchassent. Crash et Cortex rencontrent à nouveau les Jumeaux Maléfiques, qui les attaquent en donnant vie à Tikimon, un dieu totem. Cortex, apprenant que les Jumeaux Maléfiques viennent de la Dixième Dimension, réfléchit à un plan pour s'y rendre et entraîne Crash dans son laboratoire situé en Antarctique.
Crash et Cortex tentent d'entrer dans le Labo Iceberg par l'entrée principale, mais la porte est gelée, obligeant les deux comparses à emprunter un autre chemin. Ils libèrent par inadvertance Uka Uka, qui les attaque avec un corps géant formé de glace. Uka Uka est convaincu par son frère jumeau Aku Aku d'unir leurs forces et d'attaquer eux-mêmes les Jumeaux Maléfiques. Néanmoins, les deux frères sont facilement vaincus par Victor et Moritz. Une fois arrivé à l'intérieur de son laboratoire, Cortex présente à Crash le Psychétron, un appareil qui permettra de voyager vers la Dixième Dimension, mais il nécessite des cristaux de puissance pour fonctionner. Crash utilise Cortex comme snowboard impromptu pour atteindre le cuirassé du Docteur N. Gin et rassembler des cristaux, détruisant au passage la cabane de Dingodile. L'aventure de Crash à travers le cuirassé aboutit finalement à l'explosion d'une cargaison de caisses de TNT, qui coule le navire et propulse Crash dans une confrontation avec les docteurs Nefarious Tropy et Nitrus Brio sur un iceberg. Crash retourne ensuite au Labo Iceberg, où Cortex est attaqué par Coco, qui croit que Cortex a kidnappé son frère. Coco endommage le Psychétron en utilisant deux cristaux de puissance : la machine, dans une réaction en chaîne, envoie un rayon qui paralyse Coco. Les deux protagonistes partent alors en direction de l'Académie Maléfique afin de demander à Nina, la nièce de Cortex, de l'aider à réparer le Psychétron.
Crash et Cortex se faufilent dans l'Académie à travers les égouts, où ils repoussent une attaque de Dingodile. Après que Cortex a trouvé Nina et combattu Madame Amberley, la directrice de l'Académie, il se remémore l'origine des Jumeaux Maléfiques : alors âgé de huit ans et étudiant à l'Académie, Cortex a utilisé ses deux perroquets de compagnie Victor et Moritz comme cobayes pour le prototype de son Rayon-Evolvo, mais l'expérience a abouti à la téléportation des perroquets dans la Dixième Dimension. Là-bas, ils ont évolué en êtres doués d'intelligence. Le trio retourne au Labo Iceberg, répare le Psychétron et se transporte dans la Dixième Dimension pour affronter les Jumeaux Maléfiques. 
À leur arrivée, Nina est kidnappée par un sosie maléfique de Crash et emmenée dans sa maison désolée sur l'île TwinSanity. Après avoir retrouvé le Crash Maléfique, Cortex propose de prendre la place de Nina, puis est poursuivi par son ravisseur. Crash, Cortex et Nina échappent au Crash Maléfique et se rendent dans le repaire des Jumeaux Maléfiques. Cortex leur ordonne alors de retourner dans leur cage. Victor et Moritz transforment leur cage en robot géant et s'engagent dans une bataille finale avec les héros. Les Jumeaux Maléfiques sont vaincus, prennent la fuite et se réfugient dans la maison du Crash Maléfique, qui les dévore. Les héros rentrent dans leur dimension, puis Cortex tente d'éliminer Crash, mais le Psychétron, de nouveau défectueux, téléporte Cortex dans le cerveau de Crash, où il se retrouve avec de nombreux doublons de Crash dansants.

## Système de jeu

### Fonctionnement des niveaux
Crash TwinSanity est un jeu vidéo de plates-formes dans lequel le joueur contrôle alternativement Crash, le Docteur Neo Cortex et sa nièce Nina. Contrairement à ses prédécesseurs qui mettent en scène des niveaux linéaires, cet opus prend place dans seize niveaux en monde ouvert que le joueur peut parcourir librement en passant d'un niveau à l'autre. L'intrigue du jeu influence également le cheminement dans les différents niveaux du jeu,.
L'objectif principal de chaque niveau est de récupérer le cristal de puissance qui s'y trouve, nécessaire pour progresser dans le jeu. Chaque cristal s'obtient en atteignant une étape particulière dans le niveau que le joueur parcourt. Outre le cristal de puissance, dans chaque niveau sont disséminées six gemmes de couleur, indispensables pour terminer le jeu, mais non indispensables à l'avancée de l'intrigue. Leur collecte permet d'accéder à des storyboards et des illustrations conceptuelles de contenus qui n'ont pas été intégrés au jeu,.
Une nouveauté de ce volet est la possibilité pour Crash d'utiliser les objets situés dans les niveaux, comme des canons, dont les boulets permettent de détruire des amarres, ou encore des graines que le héros pousse dans des trous dans le sol pour les faire germer et ainsi faire pousser des arbres fruitiers.

### Vies et capacités des personnages

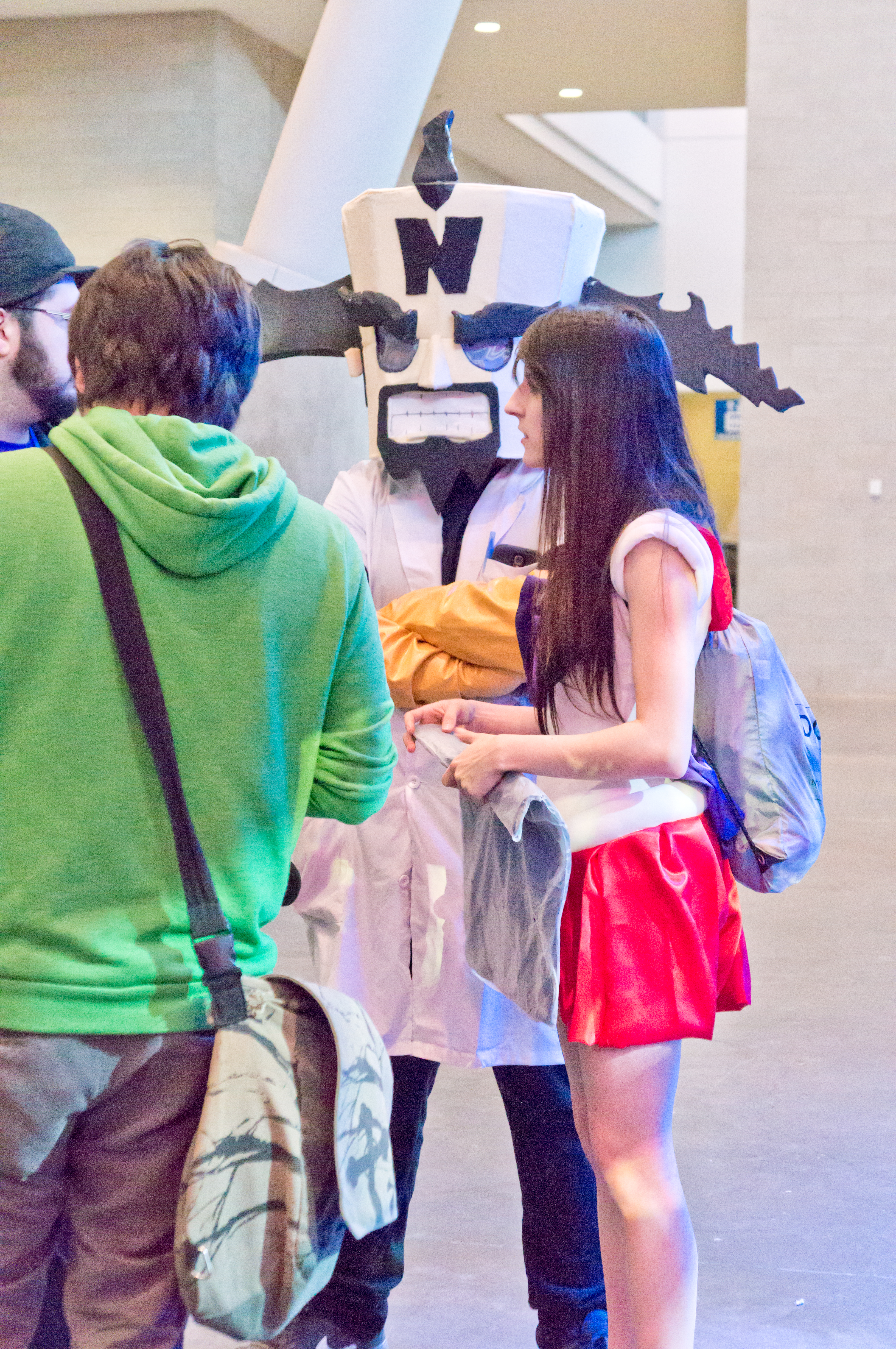
Cosplay du Docteur Neo Cortex, qui devient un personnage jouable pour la première fois dans la série Crash Bandicoot.

Le joueur commence la partie avec quatre vies. Une vie est perdue lorsque Crash, Cortex ou Nina sont frappés par une attaque ennemie ou s'ils subissent tout autre type de blessure. Une vie peut être gagnée en collectant cent fruits Wumpa ou en brisant une caisse renfermant une vie. Lorsque le joueur n'a plus de vie, la partie est terminée. Cependant, il est possible de continuer le jeu en sélectionnant Oui sur l'écran de fin de partie.
Chaque personnage du jeu possède des capacités distinctes. Crash peut sauter et effectuer un double-saut dans les airs pour atteindre un lieu en hauteur ou atterrir sur un ennemi, effectuer une tornade pour attaquer un ennemi, glisser sur le sol, ramper ou encore réaliser un saut-pilon, c'est-à-dire s'écraser sur le sol pour briser certains objets.
Cortex peut sauter, ramper, glisser la tête la première pour frapper ses adversaires, et esquiver des attaques en se déplaçant latéralement. Armé d'un pistolet laser, il peut tirer des boules de plasma plus ou moins grandes sur ses ennemis et tirer sur le sol en sautant, ce qui lui permet de toucher tous les ennemis proches de lui et de se hisser à une plus grande hauteur qu'un simple saut,.
Nina peut sauter, effectuer une tornade comme Crash pour attaquer ses ennemis. Le grappin de sa main bionique lui permet de s'accrocher à des crochets afin d'escalader des parois ou encore de se balancer pour atteindre un autre endroit. Elle peut également utiliser le grappin pour envoyer au loin un adversaire ou détruire les caisses Nitro en toute sécurité,.
Dans certains niveaux ou phases de jeu, Crash et Cortex doivent coopérer. Lorsqu'ils sont liés, Crash peut tourbillonner avec Cortex, disposant ainsi d'un rayon d'action plus large. Crash peut également lancer Cortex après avoir effectué une tornade ou au sommet d'un saut. Cortex peut également lui servir de maillet pour frapper les ennemis. Le RollerBrawl représente Crash et Cortex en train de se battre, formant à eux deux une sorte de balle. Ils ne peuvent ni sauter, ni attaquer : le joueur fait donc rouler cette balle à travers le niveau. L'HumiliSkate permet à Crash d'utiliser Cortex comme planche de snowboard, avec laquelle il peut sauter et accélérer sa vitesse de glisse. Enfin, le Doc Amock consiste pour Crash à protéger Cortex, aveuglé par une ruche d'abeilles, des pièges, obstacles et ennemis se trouvant dans le niveau,.

### Caisses
Les caisses jouent un rôle de premier plan dans Crash TwinSanity. Elles peuvent être détruites avec toutes les facultés de Crash, Cortex et Nina. Chaque caisse contient des éléments utiles ou augmente la mobilité des héros. Bien que la plupart des caisses contiennent des fruits Wumpa, d'autres contiennent un masque de sorcier Aku Aku, qui sert de bouclier à Crash lorsqu'il est frappé par un ennemi. Si trois masques sont cumulés, le héros devient invincible pendant cinq secondes. Les caisses marquées par le visage de Crash, Cortex ou Nina, octroient une vie supplémentaire. Les caisses renforcées ne peuvent être détruites que par le saut-pilon de Crash, tandis que les caisses en acier, indestructibles, permettent aux personnages d'atteindre une plate-forme en hauteur. Les caisses marquées d'une flèche pointant vers le haut permettent de sauter à des hauteurs inaccessibles avec un saut normal. Les caisses marquées d'un point d'exclamation, une fois activées à la suite d'un contact physique avec le héros, permettent de solidifier toutes les structures en forme de caisse à proximité. Les caisses TNT explosent trois secondes après avoir été touchées, alors que les caisses Nitro explosent après tout contact physique. Les caisses Nitro peuvent être neutralisées en actionnant une caisse-détonateur. Les caisses Checkpoint permettent au joueur de retourner à l'endroit où la dernière caisse de ce type a été ouverte lorsqu'il perd une vie, tandis que les caisses-monde enregistrent la progression du jeu,.

## Développement

### Le projetCrash Bandicoot Evolution
La branche d'Oxford du studio Traveller's Tales, composée d'une équipe de trente personnes, développe le cinquième opus principal de la série Crash Bandicoot très peu de temps après la sortie de Crash Bandicoot : La Vengeance de Cortex, en octobre 2001. Initialement intitulé Crash Bandicoot Evolution, l'intrigue met en scène les Jumeaux Maléfiques arrachant l'île de N. Sanity de la Terre pour la greffer sur une planète géante constituée de morceaux d'autres planètes. Crash et Cortex doivent coopérer en parcourant différentes planètes pour sauver leurs habitants et vaincre les Jumeaux Maléfiques. Le jeu, orienté science-fiction, se veut plus sérieux et sombre que les titres précédents ; il se déroule dans un environnement ouvert, offrant de vastes niveaux à explorer, et incorpore des éléments de RPG. Néanmoins, la sortie en novembre 2002 de Ratchet and Clank, développé par Insomniac Games et qui présente un concept très similaire, incite Traveller's Tales à abandonner le développement de Crash Bandicoot Evolution en 2003,.

### Conception
Paul Gardner, le concepteur principal du jeu, explique que Traveller's Tales a souhaité s'approprier la franchise Crash Bandicoot en ajoutant de nouveaux personnages et éléments de jeu, tout en conservant l'univers développé par Naughty Dog, le studio à l'origine des premiers jeux de la série. Ainsi, Fourmi Furieuse, le dernier niveau de cet opus, contraste avec les autres en étant un niveau de plates-formes classique, à la manière des premiers titres de la série. En outre, l'apparence de Crash n'est pas modifiée en profondeur : afin de préserver le côté cartoonesque du jeu, les concepteurs décident, dès le début du développement, de ne pas lui donner de fourrure. Nina Cortex, nouveau personnage de la série, devient très populaire auprès des amateurs de Crash Bandicoot dès sa présentation sur les forums en ligne, mais l'équilibre à trouver entre les éléments de jeu et les personnages de Crash TwinSanity oblige les concepteurs à ne lui dédier qu'un seul niveau. Gardner révèle également que plusieurs niveaux n'ont pas pu être intégrés au jeu, faute de temps.
Selon Paul Gardner et Daniel Tonkin, artiste de jeu vidéo, le fait que Cortex soit devenu un personnage jouable est une opportunité d'explorer son personnage, notamment par le biais de l'humour. Crash étant muet, il n'est pas « intrinsèquement cool », d'autant plus qu'il ne peut s'exprimer que par ses « expressions somnolentes et ses actions stupides ». Gardner et Tonkin ont étoffé les différentes facettes de Cortex, en particulier son caractère égoïste et son complexe d'insécurité. Cortex est associé à Crash parce que « cela n'avait pas de sens d'en faire deux personnages opposés qui étaient jouables car le joueur s'affronterait en quelque sorte lui-même ». David Robinson, producteur et directeur artistique, explique que la dynamique des personnages principaux de Crash TwinSanity est influencée par Jay et Silent Bob de l'univers de fiction View Askewniverse et par le dessin animé Ren et Stimpy, car ceux-ci présentent deux personnalités opposées passant beaucoup de temps ensemble. Jordan Reichek, qui avait travaillé sur Ren et Stimpy, a écrit le scénario de Crash TwinSanity, contribué à la création des mécaniques de jeu et des personnages, et illustré la pochette de jeu.

### Bande-son

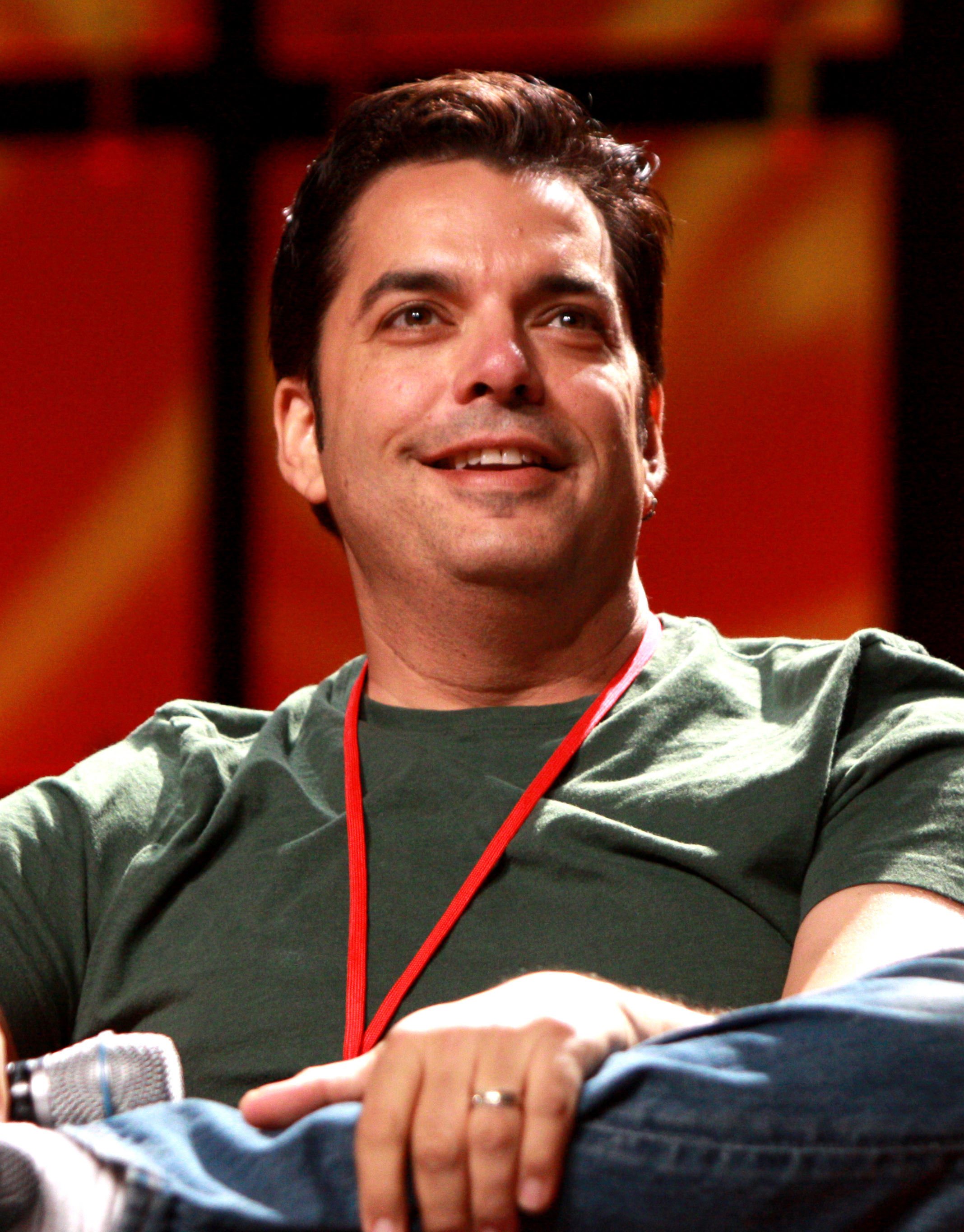
Lex Lang (ici en 2013) est la voix américaine du Docteur Neo Cortex.

La bande-son, a cappella, est composée, interprétée, arrangée et produite par le groupe Spiralmouth, qui s'est inspiré des dialogues et de l'animation des personnages du jeu pour en concevoir la musique. Elle est enregistrée et mixée par Gabriel Mann dans les Asylum Recording Studios, à Los Angeles. Les cinématiques du jeu sont réalisées par Red Eye Studios, qui avait déjà réalisé celles de Crash Nitro Kart,.
Le doublage en version originale anglaise de Crash TwinSanity est dirigé par Chris Borders. Clancy Brown, la voix historique du Docteur Neo Cortex, s'est retiré de la série, mécontent des rétributions financières accordées aux doubleurs par l'industrie vidéoludique. Ainsi, pour ce qui est de la distribution, le Docteur N. Cortex est interprété par Lex Lang. Mel Winkler est la voix d'Aku Aku ; Michael Ensign est celle du Docteur Nefarious Tropy. Susan Silo assure les voix de Madame Amberley et Nina Cortex, tandis que Coco Bandicoot et Cortex enfant sont interprétés par Debi Derryberry. Alex Fernandez prête sa voix à Uka Uka ; Dwight Schultz interprète Dingodile et Papu Papu. Enfin, Quinton Flynn assure les voix du Docteur N. Gin, de Victor et Moritz.

### Versions de démonstration
Le 26 mars 2004, à l'occasion de la Game Developers Conference à San José en Californie, Vivendi Universal Games dévoile le nouvel opus de la série Crash Bandicoot, baptisé Crash TwinSanity pour le marché nord-américain et Crash Bandicoot : Unlimited pour le marché européen, et dont la sortie est prévue pour le troisième trimestre 2004 sur PlayStation 2 et Xbox,. Luc Vanhal, le président de Vivendi Universal Games, déclare à ce sujet : « Crash TwinSanity revigore le genre du jeu de plates-formes et d'action en 3D en combinant l'humour bien connu et les situations farfelues pour lesquelles Crash est célèbre, avec des éléments de jeu avant-gardistes et inventifs qui feront de ce jeu l'expérience Crash la plus robuste et la plus drôle jamais créée ». La première version de démonstration de Crash TwinSanity, présentée lors de la Game Developers Conference, montre trois niveaux accessibles par un niveau central, à l'image des opus précédents de la série, avec des écrans de chargement, qui doivent laisser place à un monde ouvert dans la version finale. Crash dispose également de deux nouveaux mouvements : une tornade ponctuée d'un coup de poing, ainsi qu'un coup de pied en ciseau. Le jeu donne une impression plus réaliste que ses prédécesseurs, avec une physique plus lourde et des environnements qui réagissent aux actions de Crash : par exemple, les plates-formes s'inclinent, chavirent ou se déforment sous son poids.
Crash TwinSanity est ensuite présenté lors de l'Electronic Entertainment Expo 2004, organisé du 15 au 18 mai à Los Angeles. La démo proposée aux joueurs comprend les trois premiers niveaux du jeu, Dingue de jungle, Caverne catastrophe et Totem hokum, qui prennent pour cadre l'île de N. Sanity et présentent respectivement des déplacements dans un monde ouvert, le RollerBrawl et le Doc Amock, afin d'illustrer les possibilités de coopération entre Crash et Cortex. Vivendi Universal Games annonce que le jeu contient seize niveaux principaux ainsi que quatre niveaux bonus — ces derniers ne sont finalement pas inclus dans le jeu.
Une dernière version de démonstration est dévoilée au public lors du Game Stars Live, organisé à Londres du 1er au 5 septembre 2004. Cette démo montre trois niveaux : Dingue de jungle, avec le combat entre Crash et le Mecha-Bandicoot, Caverne catastrophe et Toboggan glagla, où le joueur expérimente l'HumiliSkate. Le 8 septembre, Vivendi Universal Games annonce que Crash TwinSanity est passé gold, c.-à-d. en phase de production en vue d'être commercialisé.

## Commercialisation
Crash TwinSanity paraît sur PlayStation 2 et Xbox aux États-Unis le 28 septembre 2004, puis le 8 octobre en Europe et le 9 décembre de la même année au Japon, où il est rebaptisé Crash Bandicoot 5: Crash & Cortex no Yabou,.

Logo japonais de Crash TwinSanity.

Sur PlayStation 2, le jeu est réédité en 2005 aux États-Unis dans la gamme Greatest Hits, et le 26 août de la même année en Europe dans la gamme Platinum.
Un jeu mobile dérivé de Crash TwinSanity est développé par Vivendi Universal Games, édité par I-play et sort le 6 novembre 2004 aux États-Unis. Cette version est composée de six niveaux basés sur les étapes Doc Amok du jeu original. Un autre jeu mobile, intitulé Crash TwinSanity 3D, est développé par Kuju Entertainment et publié en décembre 2004 par Vivendi Games Mobile et Wonderphone pour les téléphones portables bénéficiant de la 3G et compatibles avec Java, dans le cadre du lancement commercial de Vodafone live. Dans cette version, le joueur contrôle Crash Bandicoot, qui doit sprinter le long d'une route et éviter les obstacles, vaincre les ennemis et collecter des objets.
Un portage du jeu sur GameCube est envisagé, mais Vivendi Universal Games l'annule finalement au moment de sa conception en raison des performances commerciales décevantes des jeux de cet éditeur sur cette console.
Crash Bandicoot Action Pack, une compilation réunissant Crash Nitro Kart, Crash TwinSanity et Crash Tag Team Racing, est publiée aux États-Unis par Sierra Entertainment le 12 juin 2007 et en Europe par Vivendi Games le 20 juillet 2007,.

## Accueil

### Critiques générales
Crash TwinSanity reçoit une critique plutôt mitigée de la part de la presse spécialisée. Pour le site francophone Jeuxvideo.com, cet opus, « bien que distillant un humour bien vivace et quelques passages originaux, s'essouffle un peu après quelques heures d'exploration. L'idée des interactions entre les personnages est bien vue mais il est dommage que le tout n'a pas été poussé plus loin ». Le site américain IGN loue un titre qui a « de la personnalité » et qui offre de la nouveauté par rapport aux autres jeux de la série. D'après GameSpot, « Crash TwinSanity imite plus qu'il innove, même si l'avantage d'utiliser des mécanismes éprouvés est que vous savez qu'ils fonctionneront plutôt bien. Ce n'est pas le jeu de plateforme le plus inventif, ni le plus grand ni le plus joli. Il reste cependant très amusant, et les joueurs désireux de dépasser ses défauts devraient trouver une expérience amusante, quoique quelque peu familière ». Eurogamer évoque un opus qui « marque une nette amélioration par rapport » à Crash Bandicoot : La Vengeance de Cortex, mais regrette le fait que le héros meure souvent à cause d'un saut manqué ou d'une attaque qui ne permet pas de se débarrasser de tous les ennemis, ce qui oblige le joueur à recommencer la même portion d'un niveau à de nombreuses reprises. Pour PlayStation 2 : Le Magazine officiel, alors que « la plupart des séries de jeux de plates-formes s'orientent vers le shoot, Crash mise sur l'ambiance potache pour séduire le public. [Mais] malgré ses nombreuses nouveautés et un humour déjanté, [des] problèmes de finition viennent entacher le plaisir de jeu. Crash TwinSanity aurait pu relancer la série, il se contente d'être un petit jeu de plates-formes distrayant ». Enfin, Game Informer estime que la série Crash Bandicoot s'est essoufflée et devrait désormais disparaître, tandis que l'Official U.S. PlayStation Magazine juge que cet opus est « une déception. C'est une histoire tragique d'opportunités manquées malgré son potentiel de jeu de plates-formes drôle et engageant. À l'heure de Sly 2 : Association de voleurs, Jak 3 et Ratchet and Clank 3, vous n'avez pas à jouer à cela »,.

### Critiques dugameplay
Le système de jeu de Crash TwinSanity est diversement apprécié par les critiques. Jeuxvideo.com juge que « plusieurs passages demandent une connaissance parfaite du piège pour être passés, ce qui est vite gonflant. Les sauts manquent parfois de précision et la caméra se bloque quelques fois dans le décor. Ce n'est pas fréquent mais même sans cela, on peine à vraiment être à l'aise avec des angles de vue qui sont de temps en temps capricieux ». Cet avis est partagé par Eurogamer, qui fustige l'obligation d'effectuer de « nombreux sauts parfaits au pixel près, d'éviter les inévitables explosions de Nitro, de déclencher des charges de TNT avec beaucoup de soin », ce qui fait de Crash TwinSanity « une vieille formule de jeu de plates-formes fatiguée d'autrefois ». IGN apprécie un jeu en monde ouvert, les interactions entre Crash et Cortex et surtout les storyboards à débloquer en récupérant les gemmes, ce qui porte selon le site américain la durée de vie du jeu à environ « 10 à 12 heures ». PlayStation 2 : Le Magazine officiel affirme que « les séquences en duo [constituent] l'élément le plus intéressant et original du soft » mais constate par ailleurs que « les boss ont pratiquement tous les mêmes techniques d'attaque ». Pour GameSpot, la coopération entre les deux héros évoque des jeux contemporains comme Banjo-Kazooie, Ratchet and Clank, Jak and Daxter: The Precursor Legacy, ou même Whiplash, tandis que le RollerBrawl semble inspiré de Super Monkey Ball. Le changement régulier de personnage et de style de jeu rend « les choses intéressantes tout au long du jeu », et GameSpot apprécie les caisses de vie et points de sauvegarde régulièrement placés dans les niveaux qui sont parfois difficiles. Le site américain se dit satisfait par la durée de vie du jeu, « d'autant plus qu'il n'y a que peu de remplissage ».

### Critiques des graphismes
Les graphismes de Crash TwinSanity reçoivent un accueil timoré. Jeuxvideo.com évoque « une 3D proprette qui amène quelques décors très jolis. Les environnements ne sont pas très originaux puisque identiques à ceux des autres épisodes ». Le site francophone apprécie « la stature imposante » des boss et quelques effets spéciaux sympathiques qui en font un jeu « visuellement agréable ». IGN loue des « couleurs nettes et vibrantes, ce qui donne à Crash TwinSanity une agréable sensation de dessin animé ». GameSpot remarque les faibles temps de chargement et les animations fluides des personnages : « le style de course excessif de Crash et ses attaques auto-punissantes font de lui un personnage à la tête vide mais enthousiaste, et les rampements et pleurnichards constants de Cortex sont une excellente vitrine de ses névroses ». Le site américain explique que le portage pour PlayStation 2 souffre de problèmes chroniques de fréquence d'images, ce qui nuit aux visuels du jeu. Eurogamer complète cet avis en regrettant que « le décor manque de texture et de détails » et en évoquant une « caméra douteuse ».

### Critiques de la bande-son
La bande-son fait également l'objet d'une réception contrastée. Jeuxvideo.com apprécie un doublage en français « bien rendu » et des musiques plaisantes par leur côté « ringard ou exotique ». Pour IGN, les dialogues méritent d'être écoutés, en particulier la prestation de Lex Lang, la voix de Cortex, qui « montre un côté du docteur maléfique que nous n'avons jamais vu auparavant » ; la musique est typique de la série, mais la sensation pop-jazz des morceaux joués dans les niveaux du Labo Iceberg « finissent par énerver au bout d'un moment ». GameSpot applaudit une bande-son a cappella qui « correspond toujours à l'ambiance de la région dans laquelle vous vous trouvez : cela commence par une ambiance tropicale agréable et détendue, puis se transforme en chants de pirates avant de céder la place à des sons effrayants d'Halloween et de goth-rock et enfin à un mélange bizarre de synthétiseurs ». Le site américain apprécie également le doublage des personnages, qui correspond bien à l'ambiance cartoonesque du jeu, mais regrette des effets sonores repris des précédents opus de la série, qui finissent par s'essouffler à force d'être trop souvent utilisés. Eurogamer salue une bande-son « parfois inspirée » qui ajoute parfois beaucoup au jeu et qui tantôt « engourdit le cerveau ». Enfin, l'Official U.S. PlayStation Magazine dénonce des chansons qui « retournent l'estomac à tous les plus de huit ans ».

### Critiques des versions mobiles
La réception des versions mobiles est tout aussi mitigée. IGN considère la version de I-play comme « infiniment plus agréable » que celle sur console, soulignant les graphismes colorés et les personnages « bien faits », mais regrettant des commandes insensibles et le manque d'audio. GameSpot apprécie un système de jeu « éprouvé », de « superbes » graphismes et la conception des personnages, mais critique le manque d'audio dans le jeu, les contrôles « capricieux » , le manque d'innovation en termes de gameplay, le manque de personnages ennemis et le fait que Cortex semble « insensé ». Pocket Gamer, qui a évalué Crash Twinsanity 3D, note les commandes simples et relativement réactives du jeu et sa présentation soignée, mais critique sa perspective maladroite, la détection de collision « très capricieuse », la lente animation des personnages et les longs temps de chargement.

### Citations du jeu
1. ↑  Traveller's Tales. Crash TwinSanity (PlayStation 2, Xbox). Vivendi Games. octobre 2004 : 
« Docteur N. Cortex : [après avoir paralysé Coco] Dors, mon ange fade… 
 Surpris de me voir, Crash ? Comme les puces dans ta fourrure, je reviens toujours ! J'ai passé trois ans seul dans les déserts gelés de l'Antarctique… et tu m'as manqué. Alors j'ai organisé un petit rassemblement, comme une fête d'anniversaire, sauf… que c'est tout le contraire…. et regarde, tous tes amis sont là… Tu es tellement populaire. Commençons par distribuer les cadeaux. »
2. ↑  Traveller's Tales. Crash TwinSanity (PlayStation 2, Xbox). Vivendi Games. octobre 2004 : 
« Victor : Tremblez, imbéciles, devant la puissance impressionnante des… Jumeaux Maléfiques ! […] : Nous avons eu de bonnes nouvelles et de mauvaises nouvelles. 
 Moritz : La mauvaise nouvelle : nous allons détruire vos précieuses îles. 
 Victor : La bonne : vous ne serez pas là pour la voir. »
3. ↑  Traveller's Tales. Crash TwinSanity (PlayStation 2, Xbox). Vivendi Games. octobre 2004 : 
« Docteur N. Cortex : Tu dois m'aider, Crash ! Tu les as entendus ! Ils veulent détruire notre île, notre foyer, nous humilier et nous asservir, et voler mon cerveau ! »
4. ↑  Traveller's Tales. Crash TwinSanity (PlayStation 2, Xbox). Vivendi Games. octobre 2004 : 
« Victor : Tant de choses à voir, tant de choses à détruire ! Vous avez le village natal, les grottes de lave, les dieux totems… 
 Moritz : Ouais ! Dans la Dixième Dimension, nous n’avons rien d’aussi beau que les dieux totem. Les couleurs vives, les sculptures complexes… Vous savez, c'est presque comme s'ils étaient vivants ! »
5. ↑  Traveller's Tales. Crash TwinSanity (PlayStation 2, Xbox). Vivendi Games. octobre 2004 : 
« Docteur N. Cortex : La Dixième Dimension… oui. Oui! Dans l’océan sombre de mon intellect nage une magnifique baleine ! Au laboratoire ! Nous ne sommes pas encore perdus ! »
6. ↑  Traveller's Tales. Crash TwinSanity (PlayStation 2, Xbox). Vivendi Games. octobre 2004 : 
« Aku Aku : Uka Uka, attends ! Un mal plus grand que le vôtre menace de détruire ce monde. 
 Uka Uka : Non ! Ça, c'est mon travail ! 
 Aku Aku : Divisés, nous ne sommes que deux masques magiques. Rejoignez-moi et ensemble nous pourrons vaincre cette infestation maléfique. 
 Uka Uka : J'aime les défis. J'accepte. Cela devrait être amusant. »
7. ↑  Traveller's Tales. Crash TwinSanity (PlayStation 2, Xbox). Vivendi Games. octobre 2004 : 
« Docteur N. Cortex : Venez ! Nous devons nous préparer pour … [un ding-dong se fait entendre. Crash et Cortex se retournent pour voir une porte portant l'insigne des Jumeaux Maléfiques] C'est probablement pour toi. [La porte s'ouvre. Les Jumeaux Maléfiques apparaissent, utilisant Aku-Aku et Uka-Uka comme masques ordinaires.] 
 Moritz : Des bonbons ou un sort, des bonbons ou un sort ! Hahahaha ! [ils jettent les masques par terre]. 
 Victor : Imbéciles ! Vous pensiez que ces deux jouets de fête pourraient nous vaincre ?! Nous sommes les maîtres des dimensions infinies... avec un pouvoir sur la réalité elle-même ! »
8. ↑  Traveller's Tales. Crash TwinSanity (PlayStation 2, Xbox). Vivendi Games. octobre 2004 : 
« Docteur N. Cortex : Voici le Psychétron, porte d'entrée vers les dimensions infinies. Au-delà de notre univers, quelque part entre la Neuvième et la Onzième Dimensions se trouve la mystérieuse Dixième Dimension, où nous devons nous rendre pour affronter les Jumeaux Maléfiques, voler leurs richesses et restaurer l'ordre naturel des choses, avec moi au sommet. Nous avons besoin de six cristaux de puissance pour franchir le portail et nous en avons… quatre. Hmm, voyons voir… Ce n'est pas assez ! Tout est perdu ! »
9. ↑  Traveller's Tales. Crash TwinSanity (PlayStation 2, Xbox). Vivendi Games. octobre 2004 : 
« Docteur N. Cortex : Il faut le réparer, et une seule personne peut m'aider : ma nièce, Nina Cortex. N'est-elle pas adorable ? J'ai évidemment apporté quelques modifications ici et là. Vite, à mon dirigeable ! Mettez le cap sur l'Académie du Mal de Madame Amberley ! »
10. ↑  Traveller's Tales. Crash TwinSanity (PlayStation 2, Xbox). Vivendi Games. octobre 2004 : 
« Docteur N. Cortex : J'avais huit ans et j'étais l'élève le plus populaire de l'Académie. Ah oui, comme ils m'aimaient. C'était ma première expérience avec l'Evolvo-Rayon, la première phase de mon plan visant à créer une armée de super-animaux ! Les sujets du test : mes deux perroquets de compagnie, Victor et Moritz, les seules créatures que je ne détestais ni ne mangeais. L'expérience se déroulait comme prévu quand soudain… mes perroquets ont disparu, perdus dans les dimensions infinies ! »
11. ↑  Traveller's Tales. Crash TwinSanity (PlayStation 2, Xbox). Vivendi Games. octobre 2004 : 
« Victor : Votre expérience ratée a envoyé deux perroquets innocents dans la Dixième Dimension ! Les graves conditions radioactives réversibles ici ont aiguisé nos compétences et déformé nos esprits fragiles en forme de coquille d'œuf. »
12. ↑  Traveller's Tales. Crash TwinSanity (PlayStation 2, Xbox). Vivendi Games. octobre 2004 : 
« Docteur N. Cortex : La récréation est terminée ! [montrant une cage à oiseaux] Victor, Moritz ! Retournez dans votre cage, méchants garçons ! [les Jumeaux, sur un coup de tête, s'envolent dans la cage]. 
 Victor : Qu'est-ce que je fais ?! Maudit soit mon éducation enrégimentée ! Ça y est, Cortex ! Vous voulez rattraper le temps perdu et jouer avec vos animaux de compagnie ?! Ainsi soit-il! »
13. ↑  Traveller's Tales. Crash TwinSanity (PlayStation 2, Xbox). Vivendi Games. octobre 2004 : 
« Moritz : Oh, chouette ! J'adore le poulet rôti !
Victor : Eh bien, c'est une sacrée fin. »
14. ↑  Traveller's Tales. Crash TwinSanity (PlayStation 2, Xbox). Vivendi Games. octobre 2004 : 
« Docteur N. Cortex : Tu sais, Crash. Pendant toutes ces années, je me suis trompé à ton sujet. Ta création était une erreur, et ton existence a été un rappel constant de cette erreur, mais j'ai appris quelque chose de tout cela : j'ai appris qu'on ne peut pas fuir ses erreurs… mais qu'on peut les enterrer ! Je ne veux plus jamais revoir ton visage ridicule ! »

### Autres références
1. ↑  Bell 2004, p. 17-24
2. ↑  Bell 2004, p. 41-51
3. ↑  Bell 2004, p. 62, 69, 75
4. ↑  Bell 2004, p. 83-96
5. ↑  Manuel 2004, p. 6-7
6. ↑  Bell 2004, p. 36
7. ↑  Manuel 2004, p. 4
8. ↑  Bell 2004, p. 13
9. ↑  Bell 2004, p. 37
10. ↑  Bell 2004, p. 45
11. ↑  Bell 2004, p. 55-58
12. ↑  Bell 2004, p. 81
13. ↑  Bell 2004, p. 83
14. 1 2 3 4 5 6  (en) James B. Pringle, « Crash Twinsanity », sur ign.com, 6 octobre 2004 (consulté le 26 décembre 2023).
15. 1 2   (en) « The Odd Couple: Crash Bandicoot: Twinsanity », Game Informer, no 132,‎ avril 2004, p. 59-63.
16. ↑  Bell 2004, p. 7
17. ↑  Manuel 2004, p. 8
18. 1 2   (en) Andrew Park, « Crash TwinSanity Impressions », sur gamespot.com, 26 mars 2004 (consulté le 17 décembre 2023).
19. ↑  Manuel 2004, p. 5
20. 1 2 3  Manuel 2004, p. 6
21. ↑  Bell 2004, p. 10-11
22. ↑  Bell 2004, p. 11
23. ↑  Manuel 2004, p. 7
24. ↑  Bell 2004, p. 9-10
25. ↑  Bell 2004, p. 6-7
26. ↑  Manuel 2004, p. 8-9
27. 1 2 3   (en) Dave Havelrson, « Crash TwinSanity : Meet the Bandicoot Troop », Play, no 35,‎ novembre 2004, p. 74-75.
28. ↑   (en) Elton R. Jones, « The Canceled Crash Bandicoot Game That We Never Got To Play », sur svg.com, 26 janvier 2023 (consulté le 22 novembre 2023).
29. ↑   (en) Tom Bramwell, « Traveller's Tales on Crash TwinSanity », sur eurogamer.net, 6 octobre 2004 (consulté le 24 novembre 2023).
30. ↑  Manuel 2004, p. 10-11
31. ↑   (en) Zak Wojnar, « Ryan Spindell & Clancy Brown Interview: The Mortuary Collection », sur screenrant.com, 14 octobre 2020 (consulté le 8 décembre 2023).
32. ↑  (en) « THE CRASH TWINSANITY CAST », sur behindthevoiceactors.com (consulté le 16 décembre 2023).
33. ↑   (en) Tom Bramwell, « Crash teams up with Cortex in the Bandicoot's PS2/Xbox return », sur eurogamer.net, 26 mars 2004 (consulté le 17 décembre 2023).
34. ↑   (en) Dave Clayman, « GDC 2004: The Return of Crash Bandicoot », sur ign.com, 25 mars 2004 (consulté le 17 décembre 2023).
35. ↑   (en) Alex Navarro, « Crash TwinSanity Announced », sur gamespot.com, 25 mars 2004 (consulté le 17 décembre 2023).
36. ↑   (en) Douglass C. Perry, « GDC 2004 : Crash TwinSanity », sur ign.com, 26 mars 2004 (consulté le 17 décembre 2023).
37. ↑   (en) Douglass C. Perry, « E3 2004 : Crash TwinSanity », sur ign.com, 12 mai 2004 (consulté le 17 décembre 2023).
38. ↑   (en) Alex Navarro, « Crash TwinSanity E3 2004 Preshow Updated Impressions », sur gamespot.com, 12 mai 2004 (consulté le 17 décembre 2023).
39. ↑   (en) Tom Bramwell, « Vivendi and DJs sign up to Game Stars Live », sur eurogamer.net, 10 août 2004 (consulté le 17 décembre 2023).
40. ↑   (en) Justin Calvert, « Crash Twinsanity Hands-On », sur gamespot.com, 7 septembre 2004 (consulté le 17 décembre 2023).
41. ↑   « Crash Twinsanity se dore la pilule », sur gamekult.com, 8 septembre 2004 (consulté le 17 décembre 2023).
42. ↑   « Crash TwinSanity - Caractéristiques du jeu », sur jeuxvideo.com (consulté le 18 décembre 2023).
43. 1 2   (en) « Crash TwinSanity - Release summary », sur gamespot.com (consulté le 18 décembre 2023).
44. ↑  (en) « Crash Twinsanity Tech Info », sur gamespot.com (consulté le 20 décembre 2023).
45. ↑  (en) « Crash Twinsanity Company Line », sur gamespot.com, 1er décembre 2004 (consulté le 20 décembre 2023).
46. ↑  (en) « Kuju Crash into 3G », sur gamedeveloper.com, 6 décembre 2004 (consulté le 20 décembre 2023).
47. ↑  (en) Chris James, « Crash Twinsanity 3D », sur pocketgamer.com, 19 août 2005 (consulté le 20 décembre 2023).
48. ↑  (en) « Crash Twinsanity - GameCube », sur ign.com (consulté le 20 décembre 2023).
49. ↑  (en) « Crash Bandicoot Action Pack - Release summary », sur gamespot.com (consulté le 18 décembre 2023).
50. ↑  (en) « Crash Bandicoot Action Pack », sur gamespot.com (consulté le 18 décembre 2023).
51. 1 2  (en) Andrew Reiner, « Double your displeasure », sur gameinformer.com (consulté le 26 décembre 2023).
52. 1 2 3   (en) « Crash TwinSanity », Official U.S. PlayStation Magazine, no 86,‎ novembre 2004, p. 124.
53. 1 2 3  Louis-David Delahaye, « Test : Crash TwinSanity : Crash et Neo Cortex fêtent leurs noces de diamant dans un jeu de plate-forme allumé. », PlayStation 2 : Le Magazine officiel, M.E.R.7, no 91,‎ novembre 2004, p. 112 (ISSN 1271-4755)..
54. 1 2 3 4 5  (en) Kristan Reed, « Crash Bandicoot: Twinsanity », sur eurogamer.net, 7 octobre 2004 (consulté le 26 décembre 2023).
55. ↑  (en) Ryan Davis, « Crash Twinsanity Review », sur gamespot.com, 5 octobre 2004 (consulté le 26 décembre 2023).
56. 1 2 3 4 5  (en) Ryan Davis, « Crash Twinsanity Review », sur gamespot.com, 5 octobre 2004 (consulté le 26 décembre 2023).
57. 1 2  (en) Avery Score, « Crash Twinsanity Review for Mobile », sur gamespot.com, 11 février 2005 (consulté le 26 décembre 2023).
58. 1 2  (en) Levi Buchanan, « Crash Twinsanity », sur ign.com, 27 avril 2005 (consulté le 26 décembre 2023).
59. 1 2 3 4 5  Logan, « Test : Crash TwinSanity », sur jeuxvideo.com, 8 octobre 2004 (consulté le 26 décembre 2023).
60. ↑  Logan, « Test : Crash TwinSanity », sur jeuxvideo.com, 8 octobre 2004 (consulté le 26 décembre 2023).
61. ↑  (en) « Crash Twinsanity - PlayStation 2 Critic Reviews », sur metacritic.com (consulté le 26 décembre 2023).
62. ↑  (en) « Crash Twinsanity - Xbox Critic Reviews », sur metacritic.com (consulté le 26 décembre 2023).
63. ↑   (en) Chris James, « Crash Twinsanity 3D », sur pocketgamer.com, 19 août 2005 (consulté le 26 décembre 2023).